# Wadaella podkorytovae
Wadaella podkorytovae är en plattmaskart som beskrevs av Timoshkin 2004. Wadaella podkorytovae ingår i släktet Wadaella och familjen Rhynchokarlingiidae.